# Међународни дан смањења ризика од катастрофа
Међународни дан смањења ризика од катастрофа (на енглеском International Day for Disaster Risk Reduction, скраћено IDDRR) је међународни дан који охрабрује сваког грађанина и владе да учествују у изградњи заједница и нација отпорнијих на катастрофе. Генерална скупштина Уједињених нација прогласила је 13. октобар Међународним даном за смањење природних катастрофа у оквиру свог проглашења Међународне деценије за смањење природних катастрофа.
Године 2002., даљом резолуцијом, Генерална скупштина Уједињених нација је одлучила да одржи годишњу светковину као средство за промовисање глобалне културе смањења природних катастрофа, укључујући превенцију, ублажавање и спремност.
Генерална скупштина Уједињених нација је 2009. године одлучила да одреди 13. октобар као званични датум за овај дан, а такође је промијенила назив у Међународни дан за смањење катастрофа. Ријеч ризик је додата имену касније.
Дан може пружити прилику медијима да истакну тему планирања опоравка од катастрофе. The Daily Star у Бангладешу је 2023. укључио релевантан чланак 13. октобра. Написао га је професор Mahbuba Nasreen који води Институт за управљање катастрофама и студије рањивости (на енглеском језику Institute of Disaster Management and Vulnerability Studies, скраћено IDMVS) на Универзитету у Даки. Она је разговарала о потреби за свеобухватним приступом с обзиром на тему те године „Борба против неједнакости за отпорну будућност“.